# Маній Ацилій Авіола (консул 54 року)
Маній Ацилій Авіола (лат. Manius Acilius Aviola; ? — 97) — державний діяч Римської імперії, консул 54 року.

## Життєпис
Походив з роду нобілів Ациліїв. Про батьків немає відомостей. 
З січня до червня 54 року був консулом разом з Марком Азінієм Марцеллом. З 65 до 66 року як проконсул керував провінцією Азія. Підтримав Веспасіана під час боротьби за владу. З 74 до 97 року обіймав посаду куратора водопостачання Риму.

## Родина
Дружина — Едія Сервілія, донька Марка Сервілія Ноніана, консула 35 року
Діти:
- Маній Ацилій Авіола, консул-суффект 82 року